# 아메란트 뱅크 아레나
아메란트 뱅크 아레나(영어: Amerant Bank Arena)은 미국 플로리다주 선라이즈에 위치한 실내 경기장이다. NHL 플로리다 팬서스의 홈경기장으로 사용되고 있다.
| NHL 올스타전 개최 경기장 |                         |                  |
| 2002년                   | 2003년 오피스 디포 센터 | 2004년           |
| 스테이플스 센터          | 2003년 오피스 디포 센터 | 엑셀 에너지 센터 |
|                          |                         |                  |
|                          |                         |                  |